# Західна Прая
Західна Пра́я (індонез. Praya Barat) — один з 12 районів округу Центральний Ломбок провінції Західна Південно-Східна Нуса у складі Індонезії. Розташований у центральній частині. Адміністративний центр — селище Батуджаї.
Населення — 70148 осіб (2012; 69856 в 2011, 69106 в 2010, 68823 в 2009, 67063 в 2008).

## Адміністративний поділ
До складу району входять 1 селище та 9 сіл:
| Населений пункт      | Населення, осіб (2010) | Населення, осіб (2012) |
| -------------------- | ---------------------- | ---------------------- |
| Банью-Уріп, село     | 4733                   | 4824                   |
| Батуджаї, селище     | 13673                  | 13933                  |
| Бондір, село         | 7577                   | 7721                   |
| Катенг, село         | 6987                   | 7120                   |
| Мангкунг, село       | 10869                  | 11075                  |
| Мекар-Сарі, село     | 4766                   | 4856                   |
| Пенуджак, село       | 10888                  | 11094                  |
| Селонг-Беланак, село | 4418                   | 4502                   |
| Сетанггор, село      | -                      | 3590                   |